# Kesko
Die Kesko Oyj (international: Kesko Corporation) ist ein Handelsunternehmen mit Sitz in Kalasatama, Helsinki, das in Finnland und Nordosteuropa Einzelhandelsketten mit über 1800 Geschäften zum Verkauf von Lebensmitteln, Bau- und Heimwerkermaterialien, Freizeit- und Sportartikeln sowie Autos betreibt.
Die Kesko-Gruppe besteht aus den drei Geschäftsbereichen Lebensmittelhandel, Bau- und technischer Handel sowie Autohandel. Sie ist tätig in Finnland, Schweden, Norwegen, Estland, Lettland, Litauen, Polen und Belarus. Kesko ist an der Börse Helsinki im Aktienindex OMX Helsinki 25 gelistet.
Ende 2019 besaß die Gruppe 118 Tochtergesellschaften – die größten davon sind K-Market Oy (Lebensmittelhandel), Onninen Group, Byggmakker Group, K-Bygg Group, Kesko Senukai Group (Bau- und technischer Handel) und K-Auto Oy (Autohandel).
Im finnischen Lebensmitteleinzelhandel hatte die K-Gruppe 2019 eigenen Angaben zufolge einen Marktanteil von 36,7 Prozent und war somit dort der zweitgrößte Händler. Hauptkonkurrent ist dort das Einzelhandelsunternehmen S-Gruppe.

## Geschichte
Kesko wurde im Oktober 1940 kurz nach dem Ende des Winterkriegs gegründet, als sich vier regionale Großhändler zusammenschlossen. Das Großhandelsunternehmen begann seine Geschäftstätigkeit zu Beginn des Jahres 1941 in ganz Finnland, die Anfangsjahre wurden von Juni 1941 bis September 1944 vom Fortsetzungskrieg überschattet. Nach dem Krieg wuchs Kesko im Zuge der Urbanisierung, des Strukturwandels in der finnischen Wirtschaft sowie der Anhebung der allgemeinen Lebensstandards.
Um die Warennachfrage zu bedienen, gründete Kesko eigene Produktionsunternehmen wie eine Kaffeerösterei, Getreidemühlen, Schlachthöfe und eine Streichholzfabrik. Das landesweite Netz an K-Märkten wuchs in den 1960er Jahren, und die Filialen spezialisierten sich mehr und mehr auf Lebensmittel. Mit der Automatisierung der 1970er Jahre kamen SB-Warenhäuser nach Finnland, der erste K-Citymarket wurde 1971 in Lahti gegründet.
Die im Jahr 2005 begonnenen Aktivitäten in Russland wurden 2016 (Lebensmittelhandel) und 2018 (Bau- und Heimwerkermärkte) wieder eingestellt.